# Kanton Pamiers-Est
Der Kanton Pamiers-Est war bis 2015 ein französischer Wahlkreis im Département Ariège und in der Region Midi-Pyrénées. Er umfasste zehn Gemeinden im Arrondissement Pamiers; sein Hauptort (frz.: chef-lieu) war Pamiers. Die landesweiten Änderungen in der Zusammensetzung der Kantone brachten im März 2015 seine Auflösung. An seine Stelle trat der Kanton Pamiers-2.

## Gemeinden
Der Kanton bestand aus einem Teil der Stadt Pamiers (angegeben ist hier die Gesamteinwohnerzahl) und weiteren neun Gemeinden:
| Gemeinde              | Einwohner Jahr | Fläche km² | Bevölkerungsdichte | Code INSEE | Postleitzahl |
| --------------------- | -------------- | ---------- | ------------------ | ---------- | ------------ |
| Arvigna               | 242 (2013)     | 8,6        | 28 Einw./km²       | 09022      | 09100        |
| Bonnac                | 722 (2013)     | 9,63       | 75 Einw./km²       | 09060      | 09100        |
| Le Carlaret           | 268 (2013)     | 9,39       | 29 Einw./km²       | 09081      | 09100        |
| Les Issards           | 252 (2013)     | 3,81       | 66 Einw./km²       | 09145      | 09100        |
| Ludiès                | 71 (2013)      | 1,87       | 38 Einw./km²       | 09175      | 09100        |
| Pamiers               | 15.744 (2013)  | –          | – Einw./km²        | 09225      | 09100        |
| Les Pujols            | 760 (2013)     | 13,18      | 58 Einw./km²       | 09238      | 09100        |
| Saint-Amadou          | 250 (2013)     | 4,64       | 54 Einw./km²       | 09254      | 09100        |
| La Tour-du-Crieu      | 2.967 (2013)   | 10,28      | 289 Einw./km²      | 09312      | 09100        |
| Villeneuve-du-Paréage | 761 (2013)     | 11,47      | 66 Einw./km²       | 09339      | 09100        |